# Masaya Tomizawa
Masaya Tomizawa (jap. 富澤 雅也, Tomizawa Masaya; * 14. Juli 1993 in der Präfektur Kanagawa) ist ein japanischer Fußballspieler.

## Karriere
Masaya Tomizawa erlernte das Fußballspielen in den Jugendmannschaften von Ohnodai SC und Machida JFC, der Schulmannschaft der Maebashi Ikuei High School sowie in der Universitätsmannschaft der Hōsei-Universität. Seinen ersten Vertrag unterschrieb der Torwart 2016 bei V-Varen Nagasaki. Der Verein aus Nagasaki, einer Stadt in der Präfektur Nagasaki, spielte in der zweithöchsten Liga des Landes, der J2 League. 2017 wurde er mit dem Klub Vizemeister der Liga und stieg in die erste Liga auf. Nach nur einem Jahr in der ersten Liga musste er Ende 2018 wieder den Weg in die Zweitklassigkeit antreten.

## Erfolge
V-Varen Nagasaki
- Japanischer Zweitligavizemeister: 2017  ▲